# العمارة (بئر السبع)
العمارة كانت قرية فلسطينية تبعد 27 كيلومتر شمال غرب مدينة بئر السبع.
العمارة كانت القرية التي صنّفها معجم فلسطين الجغرافي المفهرس (Palestine Index Gazetter) مزرعة، تقع وسط واد عريض. وكانت طريقان فرعيتان تربطانها ببئر السبع بغزة، التي تبعد 22 كيلومتراً إلى الشمال. وبسبب الجفاف في المنطقة، إذ كان معدل سقوط الأمطار فيها ما بين 200 و300 ملم في السنة، لم تكن الزراعة البعلية ممكنة. وربما يدل هذا على أن سكان العمارة كانوا يعتمدون على الزراعة الموسمية في بطون الأودية المجاورة. وكان ثمة نهر موسمي يجري في وادي الشلالة، على بعد 2.5 كلم إلى الغرب من القرية، كما كانت عين الشلالة مجاورة للقرية، إلى الغرب منها. وكان سكان العمارة يزرعون الأراضي الواقعة إلى الشمال من موقع القرية، وإلى الجنوب منه. وفي فترة الانتداب البريطاني، بُني مركز للشرطة البريطانية على قطعة أرض تابعة للقرية، تبعد نحو كيلومتر إلى الجنوب منها.

## احتلال القرية وتطهيرها عرقياً
جاء في تقرير أوردته صحيفة ((نيويورك تايمز))، في تاريخ مبكر هو 26 كانون الأول /ديسمبر 1947، أن ((معركة صغيرة)) وقعت في ضواحي القرية حين اصطدمت دورية صهيونية بالأهالي المحليين [NYT: 27/12/47]. وقد احتل الجيش الإسرائيلي رقعة واسعة حول العمارة، في أثناء هدنة الحرب الثانية، أي ما بين نهاية أيلول/ سبتمبر والأيام الأولى من تشرين الأول/ أكتوبر 1948. وشنت الكتيبة الثالثة من لواء يفتاح عمليتي (تطهير) في تلك الفترة، منتهكة بذلك اتفاقية الهدنة، بحسب قول المؤرخ الإسرائيلي بيني موريس. لكن موريس لا يذكر إن كان احتلال العمارة تم في ذلك الوقت، على الرغم من أنه جاء في تقرير وضعته قيادة اللواء أن (العرب طُردوا كلهم) من المنطقة، وأن حيواناتهم الداجنة صودرت كلها وآبارهم نُسفت. 
ولعل القرية سقطت في يد الإسرائيليين في مرحلة سابقة؛ فقد جاء في كتاب (تاريخ الهاغاناه) أن قوات البلماخ استولت على مركز الشرطة البريطانية القائم جنوبي القرية بعد انسحاب البريطانيين مباشرة، أي في وقت ما قبل 15 أيار/مايو 1948. لكن من المؤكد أن القرية كانت، مع نهاية سنة 1948، تحت سيطرة الإسرائيليين المحكمة. وفي بداية كانون الثاني/ يناير 1949، كان لواء جولاني قد أنشأ قاعدة له في القرية وجوارها، واستخدمها نقطة انطلاق في محاولة منيت بالفشل لاحتلال مدينة رفح في قطاع غزة، حيث كان المقر العام للقيادة المصرية.

## القرية اليوم
يحتل كيبوتس أوريم موقع القرية كلياً. وعلى الرغم من أن هذا الكيبوتس أُنشئ في سنة 1946 قرب قرية العمارة، فقد نُقل في أثناء حرب 1948 إلى موقع مركز الشرطة البريطانية سابقاً. وعلى بعد كيلومترين إلى الجنوب الشرقي من الكيبوتس الحالي، ثمة بقايا أبنية حجرية؛ وهذه كانت منازل بعض العشائر البدوية قبل سنة 1948، ولم تكن تُعتبر جزءاً من العمارة.

## المغتصبات الصهيونية على أراضي القرية
في سنة 1948، بُنيت مستعمرة أوريم على أراضي القرية، على بعد نحو كيلومتر إلى الجنوب من موقعها.